# Abu Bakr al-Baghdadi
Abu Bakr al-Baghdadi (Arabisch: أبو بكر البغدادي), pseudoniem van Ibrahim Awwad Ibrahim Ali al-Badri al-Samarrai (Arabisch: ابراهيم عواد ابراهيم علي البدري السامرائي) (Samarra (Irak), 28 juli 1971 – Barisha (Idlib), 27 oktober 2019) was de leider van de jihadistisch-salafistische terroristische organisatie Islamitische Staat (afgekort ISIL, DAESH, IS of ISIS).
Al-Baghdadi werd in 2010 leider van wat nog over was van Al Qaida in Irak en mengde zich na 2011 in de Syrische Burgeroorlog. De nieuwe beweging ISIS had  grote werfkracht op jongeren, ook uit West-Europa. Hij beweerde, net zoals koning Abdoellah II van Jordanië en koning Mohammed VI van Marokko, af te stammen van de metgezellen van de islamitische profeet Mohammed (ca. 570–632).
Sinds 29 juni 2014 was hij bekend als Kalief Ibrahim en als staatshoofd van de gelijktijdig uitgeroepen "Islamitische Staat", een niet-erkende staat die beweert het kalifaat te hebben hersteld en een territorium claimt van het Iraakse gouvernement Diyala tot en met het Syrische gouvernement Aleppo.
Al-Baghdadi's verblijfplaatsen waren onbekend omdat hij in de schaduw opereerde, net als zijn directe handlangers uit Irak. Volgens bronnen binnen IS zelf heeft Al-Baghdadi zich herhaaldelijk publiekelijk vertoond in Raqqa, Syrië. Op 4 juli 2014 verscheen Al-Baghdadi voor het eerst in het openbaar, bij het vrijdagsgebed in de Nuriddin-moskee in Mosoel, Irak.

## Vroege doodverklaringen en levenstekens
In juni 2017 meldden verschillende media dat Al-Baghdadi was omgekomen bij een bombardement. Begin juli dat jaar bevestigde het Iraanse staatspersbureau IRNA zijn dood. Op 11 juli werd het nieuws bevestigd door het Syrisch Observatorium voor de Mensenrechten. Het Amerikaanse ministerie van Defensie en Iraakse en Koerdische autoriteiten zeiden toen niet over informatie te beschikken die de dood van de IS-leider kon bevestigen.
Op 6 november 2017 meldde de Baghdad Post dat Al-Baghdadi al die tijd in het Irakese Rawa was en op de vlucht was geslagen naar Syrië.
Op 29 april 2019 publiceerde IS een nieuwe video van Al-Baghdadi.

## Dood bij Amerikaanse operatie
Op 27 oktober 2019 meldde de Amerikaanse president Donald Trump dat IS-leider Abu Bakr al-Baghdadi zich van het leven had beroofd tijdens een operatie van de speciale Amerikaanse Delta Force-eenheid van het Joint Special Operations Command (JSOC) in het noordwesten van Syrië, waarbij hij zichzelf opblies met een bomvest. Hierbij kwamen volgens Trump tevens drie kinderen om. Later werd dit aantal gecorrigeerd naar twee.